# Journal of Electrocardiology
Journal of Electrocardiology è una rivista medica cardiologica  per la valutazione tra pari che pubblica mensilmente articoli su elettrocardiografia, vettorcardiografia, aritmie cardiache, cardiostimolazione, defibrillazione cardiaca, farmacologia delle aritmie e uso dell'informatica in ariotmologia.
Journal of Electrocardiology è organo ufficiale della International Society for Computerized Electrocardiology e della International Society of Electrocardiology.
La rivista è indicizzata in Current Contents, EMBASE, MEDLINE, Science Citation Index, Scopus e Google Scholar.
Il suo fattore di impatto nel 2013 è stato 1.363.